# Christophe-de-Margerie-Klasse
Die eisbrechenden Flüssiggas-Tanker der Christophe-de-Margerie-Klasse vom Typ Yamalmax wurden für den Betrieb in arktischen Bedingungen gebaut.

## Geschichte

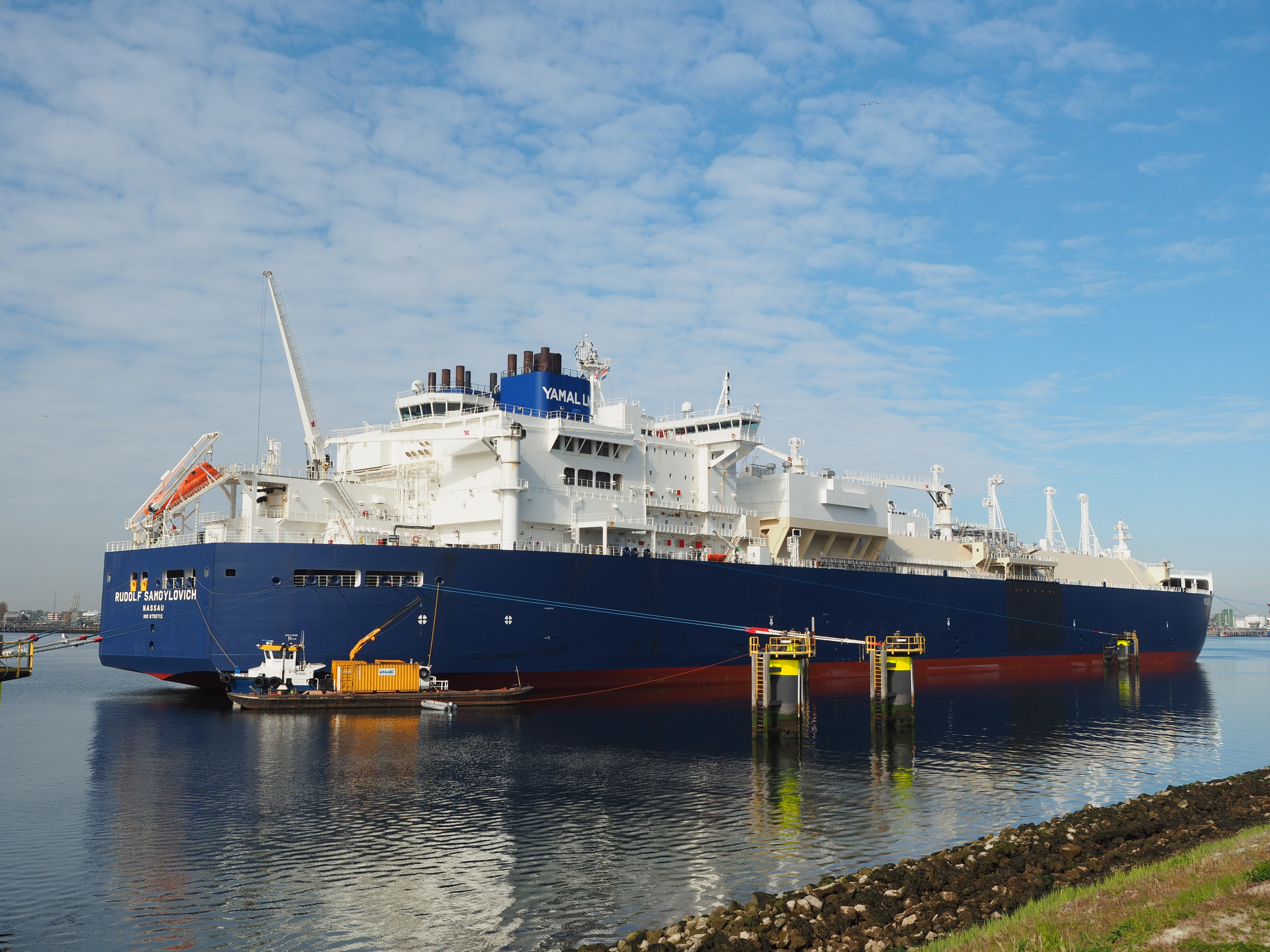
Heckansicht der Rudolf Samoylovich

Das Yamal-LNG-Projekt der Anteilseigner Nowatek (50,1 Prozent), Total (20 Prozent), China National Petroleum Corporation (20 Prozent) und dem staatlichen chinesischen Silk Road Fund (9,9 Prozent) begann 2012 mit dem Bau eines Flüssiggasterminals in Sabetta auf der Jamal-Halbinsel in Nordrussland. Die Schiffsserie für diesen im Sommer 2017 aufgenommenen Dienst umfasste 15 Einheiten, die beim südkoreanischen Schiffbauunternehemne DSME in Auftrag gegeben wurden. Das Auftragsvolumen belief sich auf etwa 4,8 Milliarden US-Dollar. Die Gesamtserie wurde in mehrere Lots aufgeteilt, die von den Unternehmen Sovcomflot, Mitsui O.S.K. Lines, Teekay LNG, Sinotrans, China Shipping LNG Investment und Dynagas finanziert wurden. Die eigentliche Bereederung wird durch die Reedereien Sovcomflot, Dynagas, Teekay und MOL übernommen.

## Technik
Der Schiffsentwurf wurde von Aker Arctic für das Yamal-LNG-Projekt auf der Basis des „Double Acting Ship“-Konzepts entwickelt. Die Schiffe haben die russische Eisklasse ARC7 und sind in der Lage, den Nördlichen Seeweg ohne Eisbrecherhilfe zu befahren. Die Konstruktion der Schiffe wurde vom Russian Maritime Register of Shipping und Bureau Veritas beaufsichtigt.

## Die Schiffe
| Christophe-de-Margerie-Klasse      | Christophe-de-Margerie-Klasse | Christophe-de-Margerie-Klasse | Christophe-de-Margerie-Klasse | Christophe-de-Margerie-Klasse           | Christophe-de-Margerie-Klasse |
| Bauname                            | Bau- nummer                   | IMO- Nummer                   | Ablieferung                   | Auftraggeber                            | Verbleib                      |
| ---------------------------------- | ----------------------------- | ----------------------------- | ----------------------------- | --------------------------------------- | ----------------------------- |
| Christophe de Margerie             | 2418                          | 9737187                       | November 2016                 | Sovcomflot DY Shipping, Limassol        | So in Fahrt.                  |
| Boris Vilkitsky                    | 2421                          | 9768368                       | Oktober 2017                  | Dynagas DY Destiny, Limassol            | So in Fahrt.                  |
| Fedor Litke                        | 2422                          | 9768370                       | November 2017                 | Dynagas Hai Kuo Shipping 1602, Limassol | So in Fahrt.                  |
| Eduard Toll                        | 2423                          | 9750696                       | Dezember 2017                 | Teekay DY Tankers, Nassau               | So in Fahrt.                  |
| Vladimir Rusanov                   | 2424                          | 9750701                       | Januar 2018                   | MOL DY Maritime, Hongkong               | So in Fahrt.                  |
| Rudolf Samoylovich                 | 2425                          | 9750713                       | August 2018                   | Teekay DY Tankers, Nassau               | So in Fahrt.                  |
| Vladimir Vize                      | 2426                          | 9750658                       | Oktober 2018                  | MOL DY Maritime, Hongkong               | So in Fahrt.                  |
| Georgiy Brusilov                   | 2427                          | 9768382                       | November 2018                 | Dynagas Hai Kuo Shipping 1603, Limassol | So in Fahrt.                  |
| Boris Davydov                      | 2428                          | 9768394                       | Dezember 2018                 | Dynagas Hai Kuo Shipping 1605, Limassol | So in Fahrt.                  |
| Nikolay Zubov                      | 2429                          | 9768526                       | Januar 2019                   | Dynagas Hai Kuo Shipping 1606, Limassol | So in Fahrt.                  |
| Nikolay Yevgenov                   | 2430                          | 9750725                       | April 2019                    | Teekay DY Tankers, Nassau               | So in Fahrt.                  |
| Vladimir Voronin                   | 2431                          | 9750737                       | Juli 2019                     | Teekay TC LNG Explorer IV, Nassau       | So in Fahrt.                  |
| Nikolay Urvantsev                  | 2432                          | 9750660                       | Juli 2019                     | MOL DY Maritime, Hongkong               | So in Fahrt.                  |
| Georgiy Ushakov                    | 2433                          | 9750749                       | September 2019                | Teekay DY Tankers, Nassau               | So in Fahrt.                  |
| Yakov Gakkel                       | 2434                          | 9750672                       | November 2019                 | Teekay DY Tankers, Nassau               | So in Fahrt.                  |
| Daten: Equasis, Miramar Ship Index |                               |                               |                               |                                         |                               |